# Franz Schmidt (Politiker, 1891)
Franz Schmidt (* 29. Oktober 1891 in Kuhnau, Kreis Nimptsch; † nach 1932) war ein deutscher Politiker (Wirtschaftspartei). Er war von 1928 bis 1932 Abgeordneter des Preußischen Landtages.

## Leben
Schmidt besuchte die Volksschule, erlernte von 1906 bis 1909 das Fleischerhandwerk in Zobten und arbeitete von April 1909 bis Dezember 1913 als Geselle. Von 1914 bis 1918 nahm er als Soldat in Frankreich und Russland am Ersten Weltkrieg teil. Er hatte sich bereits vor Kriegsbeginn selbständig gemacht und führte in Breslau die Fa. Franz Schmidt, Fleischerei und Wurstfabrik. Im März 1921 bestand er die Meisterprüfung. Er war Mitglied der Handwerkskammer Breslau und seit Januar 1924 Obermeister der örtlichen Fleischerinnung.
Ende der 1920er Jahre war Schmidt Zweiter Vorsitzender der Ortsgruppe Breslau der Reichspartei des deutschen Mittelstandes (Wirtschaftspartei). Im Mai 1928 wurde er als Abgeordneter in den Preußischen Landtag gewählt, dem er bis 1932 angehörte. Im Parlament vertrat er den Wahlkreis 7 (Breslau).